# Turóc
Het comitaat Turóc (Hongaars: Turóc vármegye, Latijn: comitatus Thurociensis) is  een historisch Hongaars comitaat dat tussen de 14e eeuw en 1920 heeft bestaan. Het comitaat werd bestuurd vanuit het kasteel van Sklabiňa en de stad Turócszentmárton en vanaf 1772 alleen vanuit Turócszentmárton, dat destijds in het Slowaaks Turčiansky Svätý Martin heette en thans Martin.

## Ligging
Het comitaat Turóc grensde in het noorden aan het comitaat Árva, in het noordwesten aan het comitaat Trencsén, in het zuidwesten aan het comitaat Nyitra, in het zuiden aan het comitaat Bars, in het zuidoosten aan het comitaat Zólyom en in het noordoosten aan het comitaat Liptó. De rivier de Turiec (Hongaars: Turóc, een zijrivier van de Váh) stroomt door het gebied en is ook de naamgever ervan.

## Deelgebieden
| Deelgebieden (járások) | Deelgebieden (járások)                        |
| Deelgebied             | Hoofdstad                                     |
| ---------------------- | --------------------------------------------- |
| Turócszentmárton       | Turócszentmárton, tegenwoordig Martin         |
| Stubnyafürdő           | Stubnyafürdő, tegenwoordig Turčianske Teplice |